# 新多林斯凯
46°28′7″N 29°7′22″E / 46.46861°N 29.12278°E
新多林斯凯（烏克蘭語：Новодолинське），2024年9月前称为新塔魯蒂內（烏克蘭語：Нове Тарутине），是位於烏克蘭西南部的村莊，由敖德萨州博爾赫拉德區的博羅季諾市鎮負責管轄。該村處於坎泰米爾河畔，始建於1838年，面積1.24平方公里，海拔高度139米，2001年人口564。
2024年9月19日，乌克兰最高拉达将该村的名字改为“新多林斯凯”。